# Дж. Т. Бранън
Деймиън Хоудън (на английски: Damian Howden) е английски писател на произведения в жанра високотехнологичен трилър. Пише под псевдонима Дж. Т. Бранън (на английски: J. T. Brannan).

## Биография и творчество
Деймиън Хоудън е роден в Брадфорд, Западен Йоркшър, Англия. Обича да пише още от дете. Завършва университет. Известно време работи в офис и едновременно опитва да пише. Тренира карате от десетгодишен и през 2001 г. става национален шампион.
През 2003 г. влиза в Британската армия в Сандхърст и е обучен като офицер. Една година след обучението си получава травма като каратист и прекарва дълго лечение, през което се насочва да пише сценарий за екшън. Заради травмата е освободен от армията. Работи на различни работни места, вкл. като портиер и охранител.
През 2007 г. се жени за каратистката Жюстина, полякиня, с която имат две деца. Същата година напуска охранителния бизнес и открива училище по бойни изкуства (шукокай карате и собствена система за самозащита), в което преподава като сенсей Деймиън.
Едновременно продължава да пише и преработва сценария, за който не намира подкрепа, в роман. През 2012 г. той е издаден като електронната книга „Stop at Nothing“ от поредицата „Марк Кол“.
Първият му трилър „Произход“ е публикуван през 2012 г. Изследователката Евелин Едуардс открива във вечните ледове на Антарктида тяло, което се оказва облечено в дрехи от високотехнологични материи. Международната изследователска база веднага става обект на атаки и тя се обръща за помощ към бившия си съпруг, индианеца Мат Адамс, бивш член на елитен правителствен отряд. Двамата трябва да разкрият най-голямата конспирация в историята на човечеството и хилядолетна тайна, минавайки през Зона 51 в Невада и Големия андронен колайдър в Женева. Романът става бестселър и го прави известен.
Деймиън Хоудън живее със семейството си в Харогейт.

## Произведения

### Самостоятелни романи
- Origin (2012)
Произход, изд. „Про Буук“ (2014), прев. Илиана Велчева
- Extinction (2014)
- Seven Day Hero (2015)
- Red Moon Rising (2017)

### Серия „Марк Кол“ (Mark Cole)
1. Stop at Nothing (2012)
2. Whatever the Cost (2014)
3. Beyond All Limits (2014)
4. Pledge of Honor (2015)
5. Never Say Die (2015)
6. The Lone Patriot (2016)
7. Against All Odds (2017)

### Серия „Колт Райдър“ (Colt Ryder)
1. The Thousand Dollar Man (2015)
2. The Thousand Dollar Hunt (2015)
3. The Thousand Dollar Escape (2016)
4. The Thousand Dollar Contract (2016)
5. The Thousand Dollar Breakout (2017)
6. The Thousand Dollar Murder (2017)
7. The Thousand Dollar Team (2018)

### Серия „Джон Лий“ (John Lee)
1. The Extractor (2017)
2. Mission: Outback (2018)

### Новели
- Destructive Thoughts (2014)